# TV25
TV25 est une chaîne de télévision généraliste suisse alémanique commerciale privée. La chaîne émet en haute définition.

## Histoire de la chaîne
Le 9 décembre 2015, le Groupe AZ Medien, actif dans la presse régionale de Suisse et qui détient également les chaînes de télévisions locales suisses Tele M1, TeleZüri et TeleBärn annonce le lancement d'un second canal de télévision généraliste nationale privée après le lancement de TV24 deux ans plus tôt, le 10 décembre 2013. La chaîne est lancée le 26 avril 2016 à 20h15.

## Organisation

### Dirigeants[4]
- Peter Wanner : Président
- Philip Funk : Vice-président
- Markus Gilli : Directeur des programmes
- Peter Canale : Directeur technique
- Roger Elsener : Responsable des chaînes AZ Medien

La chaîne a un capital action de 1 mio CHF.

## Programmes
La chaîne se positionne comme une chaîne généraliste. À l'inverse de TV24, elle ne diffuse aucun bulletin quotidien d'informations.
La chaîne diffuse des productions suisses, des dessins animés, des films européens, des documentaires de qualité et du cinéma d’art et essai, des séries américaines, des émissions culinaires, du teleshopping, du sport et de 6h00 à 18h15, un service de météo.
Elle puise également, tout comme TV24, une partie de ses programmes dans les programmes diffusés par les chaînes locales partenaires du même groupe que sont Tele M1, TeleBärn et TeleZüri.

## Diffusion
TV25 est retransmise partout en Suisse par câble ou IPTV, via Swisscom TV, UPC Cablecom et d'autres réseaux câblés locaux et régionaux. Sa régie publicitaire est assurée par le Groupe Goldbach qui assure déjà la commercialisation d'autres fenêtres publicitaires comme pour M6 Suisse, TVM3 ou encore C8 Suisse. 